# FORWARD
『FORWARD』（フォーワード）は、2004年12月8日にリリースされた鈴木康博のソロとして3作目のセルフカヴァー・アルバム。

## 解説
鈴木康博にとってオフコース時代の楽曲のセルフカヴァー・アルバムは『BeSide』に続いて2作目である。前作では、アルバム制作時に結成されたバンド“Yass”による新たな解釈でのアプローチを全面に押し出していたが、今作は演奏のみならず、レコーディングやミキシングといったほとんどのプロセスを鈴木自身が担当し、鈴木康博というアーティストの可能性を徹底的に突き詰めた作品となった。このアルバムをリリースした経緯について鈴木は「ひとつのきっかけは年齢です。50歳を超えたころから、過去を振り返ろうという気持ちになった」とし、ソロになってからの楽曲をセルフカヴァーしたアルバム『Reborn』を作ったとき、オフコースの楽曲にも挑戦してみたいという気持ちが芽生えたからだという。今作では基本的にはオフコース当時のアレンジを踏襲しているが、これについても鈴木は「全部の楽器を自分でやったら非常に心地よかった。自分の居場所をみつけてじっくりと取り組んでいるという感じがした。完全コピーもやってみたら『こんなふうにしていたのか』と改めて分かったこともたくさんあった」とインタビューで答えている。アルバム・タイトルについては「改めていい時代だったなと思いながら作業したが、単に“LOOKING BACK”しているだけだと懐古趣味になってしまうので、“FORWARD”=前へとした」とし、「今、自分が感じることは何か。新しいものは何かを考えながら次の曲を作っていきたい。時代のこと、自分の気持ちを歌にしていきたい。それがFORWARDということだと思う」とも語っている。
アルバム・ジャケットおよび、ブックレット内の写真はオフコース当時、鈴木の写真を数多く撮ってきた田村仁が担当している。また、CDには音楽トラックの他、パソコン用のCD-ROMデータとして鈴木のオフィシャル・サイトへのアクセス用画面が収録されている。

## 収録曲
1. 明日の風に吹かれて  –  (4:13)
  - 作詞・作曲・編曲 : 鈴木康博
  - 本作に収録された唯一の新曲。「もしもオフコースがまだ存在していたら、こんな新曲を書いていただろう」という前提で制作された。作り始めた当初は結局、うまくイメージが沸いてこなくて、しばらくは放置していたがその後、ごく一般的な再会に主題に変更して再度着手し、旅の空の下でフッと会うのなら重くなくていいのではないかと考え、完成させたという。「小田和正のことを歌っているのでは」との憶測を抱いたファンは多かったらしく、鈴木自身にも質問が寄せられたが、鈴木は2005年のツアーMCで「聴いた人はきっとそう思うだろうな、といういたずら心もあった」と語っている。
2. 愛のゆくえ  –  (4:54)
  - 作詞・作曲・編曲 : 鈴木康博
  - オリジナルはアルバム『I LOVE YOU』[注釈 3]収録曲。ここでは間奏をストリングスからエレキギターに変えている。
3. 素敵なあなた  –  (5:25)
  - 作詞・作曲・編曲 : 鈴木康博
  - オリジナルはアルバム『I LOVE YOU』[注釈 3]収録曲。この曲は以前、シングル「海側の景色」[注釈 4]のカップリングで一度セルフカヴァーされているので、今回が二度目となる。
4. 汐風のなかで  –  (3:31)
  - 作詞・作曲・編曲 : 鈴木康博
  - オリジナルはアルバム『Three and Two』[注釈 5]収録曲でシングル「さよなら」[注釈 6]のカップリングとしても発売された。ここではアカペラにリアレンジされている。
5. 潮の香り  –  (3:42)
  - 作詞・作曲・編曲 : 鈴木康博
  - オリジナルはアルバム『JUNKTION』[注釈 7]収録曲でその後、ベスト・アルバム『SELECTION 1973-78』[注釈 8]に収録された。この曲は以前、『BeSide』[注釈 1]で一度セルフカヴァーされているので、今回が二度目となる。
6. 恋を抱きしめよう  –  (4:17)
  - 作詞・作曲・編曲 : 鈴木康博
  - オリジナルはシングル「風に吹かれて」[注釈 9]のカップリングとしてリリースされ、その後アルバム『Three and Two』[注釈 5]に収録された。この曲は以前、『BeSide』[注釈 1]で一度セルフカヴァーされているので、今回が二度目となる。
7. 雨よ激しく  –  (3:11)
  - 作詞・作曲・編曲 : 鈴木康博
  - オリジナルはアルバム『ワインの匂い』[注釈 10]収録曲。
8. 君におくる歌  –  (4:53)
  - 作詞 : 鈴木康博・大間仁世、作曲・編曲 : 鈴木康博
  - オリジナルはアルバム『over』[注釈 11]収録曲でシングル「言葉にできない」[注釈 12]のカップリングとしてリカットされた。
9. ロンド  –  (3:12)
  - 作詞・作曲・編曲 : 鈴木康博
  - オリジナルはシングル[注釈 13]でリリースされた。この曲は以前、ソロデビュー10周年記念アルバム『あなたとともに〜10th Anniversary』[注釈 14]と『BeSide』[注釈 1]で二度セルフカヴァーされているので、今回が三度目となる。ここではオリジナルにはあったサックスのパートが省略されている。
10. 青春  –  (3:25)
  - 作詞・作曲・編曲 : 鈴木康博
  - オリジナルはライブ・アルバム『秋ゆく街で / オフ・コース・ライヴ・イン・コンサート』[注釈 15]で発表されその後、歌詞を一部書き換えて『SONG IS LOVE』[注釈 16]に収録されたほか、ベスト・アルバム『SELECTION 1973-78』[注釈 8]にも収録された。この曲は以前、『BeSide』[注釈 1]で一度セルフカヴァーされているので、今回が二度目となる。
11. 恋人よ そのままで  –  (3:25)
  - 作詞・作曲・編曲 : 鈴木康博
  - オリジナルはシングル「秋の気配」[注釈 17]のカップリングとしてリリースされ、その後アルバム『JUNKTION』[注釈 7]に収録された。ここでは最後の「美しい」というフレーズを、オリジナルよりキーを下げて歌われている。
12. いくつもの星の下で  –  (4:28)
  - 作詞・作曲・編曲 : 鈴木康博
  - オリジナルはアルバム『We are』[注釈 18]収録曲でその後、ベスト・アルバム『SELECTION 1978-81』[注釈 19]に収録された。この曲は以前、『Acoustic』[注釈 20]と『BeSide』[注釈 1]でそれぞれセルフカヴァーされているので、今回が三度目となる。ここでは間奏が、エレキギターから口笛に変えられている。
13. 一億の夜を越えて  –  (3:38)
  - 作詞 : 安部光俊、作曲・編曲 : 鈴木康博
  - オリジナルはアルバム『We are』[注釈 18]収録曲でその後、ベスト・アルバム『SELECTION 1978-81』[注釈 19]に収録された。この曲は以前、『あなたとともに〜10th Anniversary』[注釈 14]と『BeSide』[注釈 1]で二度セルフカヴァーされているので、今回が三度目となる。ここでは間奏のギターをエレキからアコースティックに変えられている。

## クレジット
| - All Songs - written arranged played recorded and mixed - by YASUHIRO SUZUKI             |
|                                                                                           |
| Producer KOJI ONO (omg)                                                                   |
| A&R diretor HIROKAZU FUJISAKA (TOSHIBA-EMI)                                               |
| Mastering engineer YOICHI AIKAWA (Rolling Sound Mastering)                                |
|                                                                                           |
| Designer JUNKO OGAWA (omg)                                                                |
| Photographer TAMJIN                                                                       |
| Artwork coordinator SHINNOSUKE KOTANI (TDO)                                               |
|                                                                                           |
| - Promoter FUMITAKE TAJIMA (TOSHIBA-EMI) - KYOSUKE INUBUSHI (TOSHIBA-EMI)                 |
| - Sales promoter MOTOHIRO MIZUSHIMA (TOSHIBA-EMI) - HIROSHIGE OKAMOTO (TOSHIBA-EMI)       |
|                                                                                           |
| Artist manager DAISUKE SHOJI (omg)                                                        |
|                                                                                           |
| Supervisor TAKAO TAMURA (TOSHIBA-EMI)                                                     |
|                                                                                           |
| - Special thanks to NAOYUKI MINAMI - TAKA SATOH (Craftsman Studio) - Member Of Gallery YS |